# Haseldorf (Adelsgeschlecht)

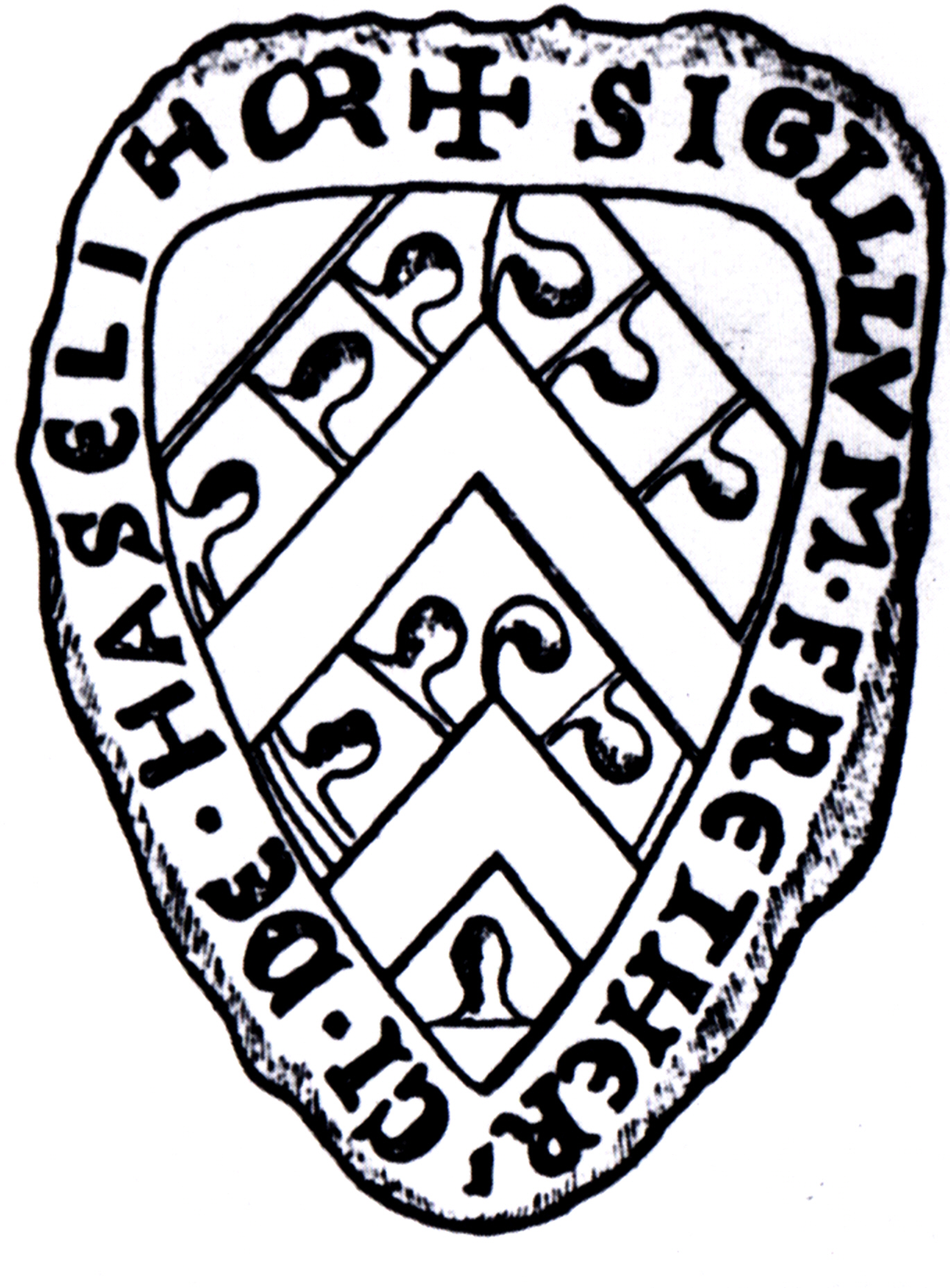
Das Wappen derer von Haseldorf um 1255

Haseldorf (auch: Haselthorpe) war der Name eines alten holsteinischen Adelsgeschlechts.

## Geschichte
Die Haseldorf waren ein holsteinisches ritterliches Adelsgeschlecht und traten mehrfach in Urkunden der Schauenburgischen Landesherren auf. Die erste Erwähnung war am 25. Juli 1143, wo Adico in einer Urkunde des Erzbischofs Alberto von Hamburg auftaucht. Sie waren die ersten Erbauer einer Burg in Haseldorf/Holstein (siehe heutiges Herrenhaus Haseldorf), die um 1259 wieder zerstört wurde. Sie zählten im 13. Jahrhundert zu den Dienstmännern im Erzstift Bremen, das auch die Haseldorfer Marsch einschloss, und hatten ein hohes Ansehen und besondere Vorrechte. Sie machten Stiftungen in Holm und überließen die von den Herren von Wedel getauschten Besitzungen dem Domkapital in Hamburg.
Die Ritter von Haseldorf übernahmen später in Haselau die Burg der Ritter von Haselau. 1257 erwarben die Ritter von Barmstede von Friedrich von Haseldorf die Burg und weitere Güter und ließen sie sich nach „Dienstmannenrecht“ von Bremens Fürsterzbischof Gerhard II. belehnen. Diese Burg wurde zu Beginn des 15. Jahrhunderts aufgegeben und später durch ein Herrenhaus ersetzt, das wegen Baufälligkeit im 19. Jahrhundert abgerissen wurde. Später verlegten die Ritter von Haseldorf vermutlich ihren Wohnsitz nach Uetersen. Dort starb vermutlich auch die Familie im 13. Jahrhundert aus. Darüber hinaus nahmen sie als Ritter an den „Livlandfahrten“ teil, die von der bremischen Kirche durchgeführt wurden. Im Jahr 1200 fuhren sie mit Schiffen unter Leitung von Albert von Buxthoeven nach Lettland und wurden Zeugen der Gründung von Riga im Jahr 1201. Theoderich (auch: Dietrich, als Lesefehler auch Theodor) von Haseldorf folgte dem Ruf des Gerhards II. von Bremen und nahm 1236 an einer kriegerischen Unternehmung gegen die Litauer teil. Auf dem Rückweg wurden die Ritter in der Schlacht von Schaulen von den Litauern geschlagen, in dieser fiel auch Theoderich von Haseldorf. Sein Sohn Friedrich der Ältere wurde Geistlicher und Domherr in Hamburg und gründete die Zisterze in Himmelpforten. 1268 wurde er Bischof vom Bistum Dorpat.

## Namensträger
- Friedrich von Haseldorf (1180–1224), Ritter und Ministerialer des Erzbischofs von Bremen
- Theoderich (auch: Dietrich, als Lesefehler auch Theodor) von Haseldorf (1218–1236), Ritter und Domherr in Hamburg
- Friedrich von Haseldorf (1220–1285/1289), Bischof von Karelien und Dorpat
- Johann von Haseldorf, Kreuzherr